# Alphitonia neocaledonica
Alphitonia neocaledonica är en brakvedsväxtart som först beskrevs av Rudolf Schlechter, och fick sitt nu gällande namn av Guillaum.. Alphitonia neocaledonica ingår i släktet Alphitonia och familjen brakvedsväxter. Inga underarter finns listade i Catalogue of Life.